# Kominy Zdziarskie

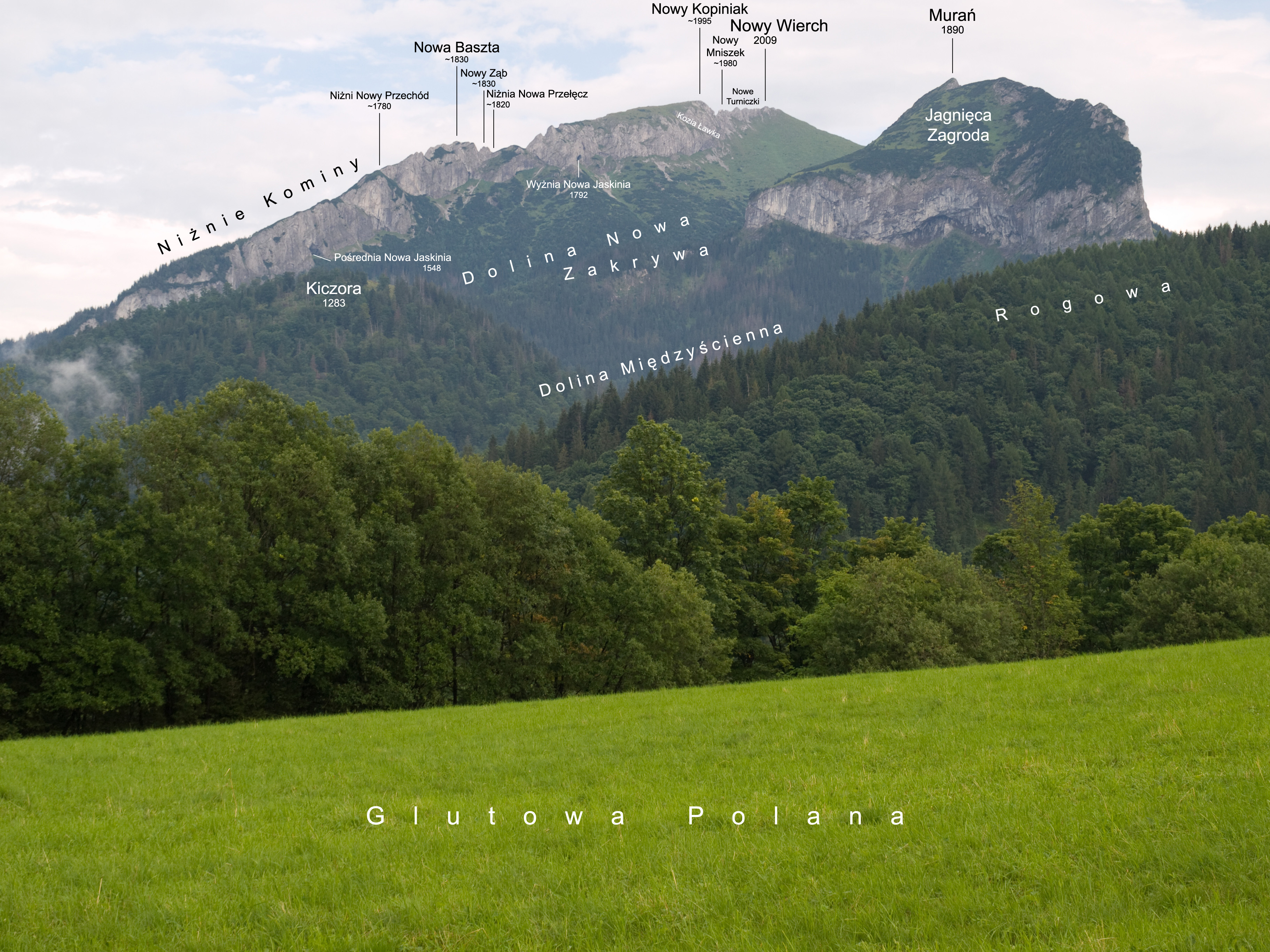
Kominy Zdziarskie i Murań – widok znad Jaworzyny Tatrzańskiej

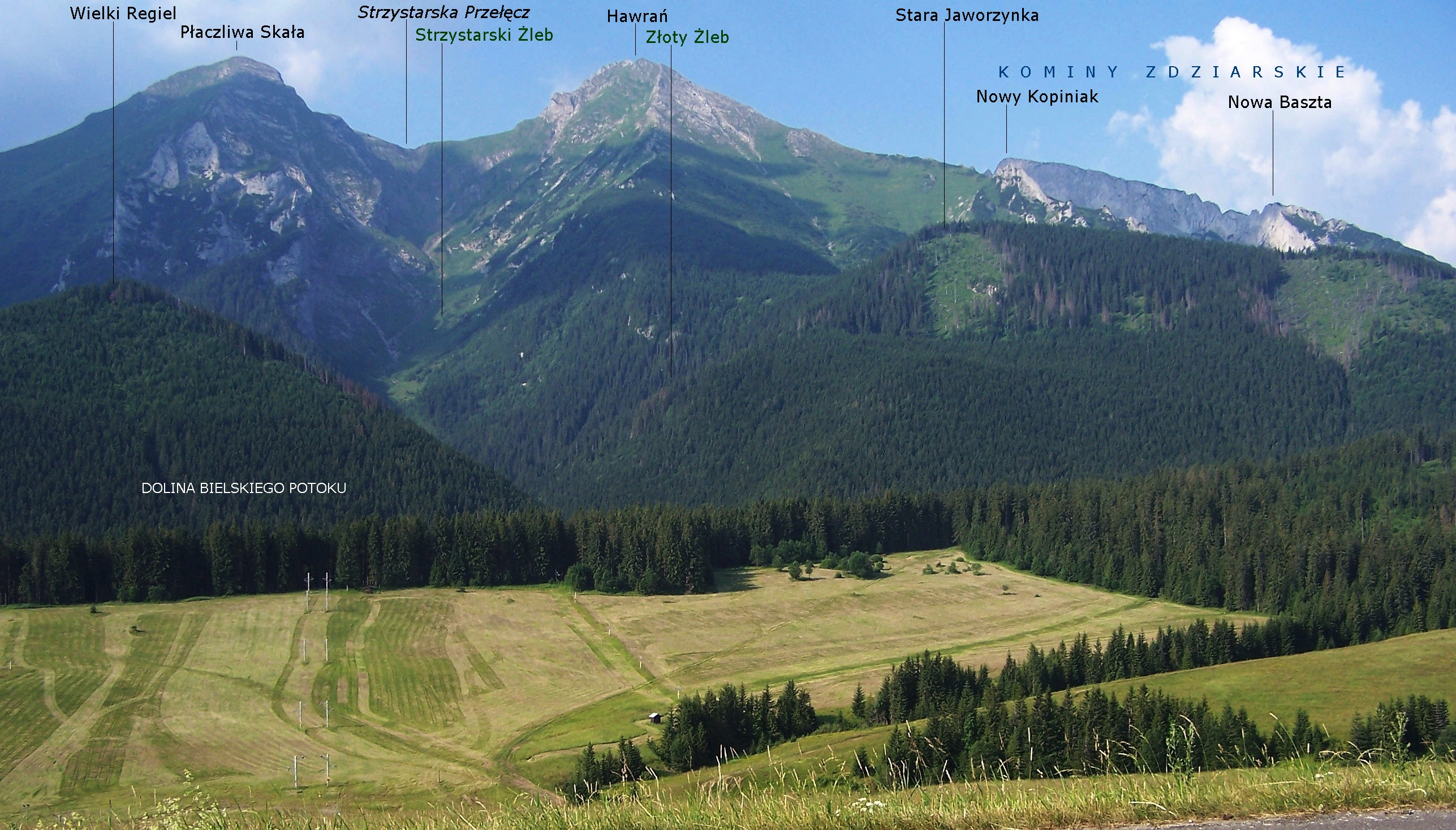
Widok znad Średnicy

Kominy Zdziarskie, Kominy Ździarskie (słow. Komíny) – boczna grań Nowego Wierchu (Nový, 2009 m) w Tatrach Bielskich (Słowacja), odchodząca od jego wierzchołka w kierunku północno-zachodnim. Ciągnie się na długości blisko 2 km i oddziela Nową Dolinę (Nová dolina) na zachodzie od Doliny Hawraniej (Havrania dolina) na wschodzie. W grani tej występują liczne skalne turnie i przełączki między nimi. Większość z nich nie posiadała własnej nazwy. W 1997 r. Władysław Cywiński publikując 4 tom przewodnika Tatry nadał nazwy wybitniejszym formacjom w tym grzbiecie. W kolejności od Nowego Wierchu są to:
- Nowe Turniczki,
- Wyżnia Nowa Szczerbina (ok. 1960 m),
- Nowy Mniszek (ok. 1980 m),
- Pośrednia Nowa Szczerbina (ok. 1960 m),
- Nowy Kopiniak (ok. 1995 m) – najwyższe i najwybitniejsze wzniesienie Kominów Zdziarskich,
- Niżnia Nowa Przełęcz (ok. 1820 m),
- Nowy Ząb (ok. 1830 m),
- Niżnia Nowa Szczerbina (ok. 1815 m),
- Nowa Baszta (ok. 1830 m) – odgałęzia się od niej na północny wschód grzęda stanowiąca orograficznie prawe ograniczenie Żlebu z Mostem, opadającego na Wyżnią Hawranią Polanę,
- Niżni Nowy Przechód (ok. 1780 m),
- Niżnie Kominy (do ok. 1785 m) – dolna połowa grani, nie ma w niej żadnych nazwanych obiektów[1].

Na północ od Niżnich Kominów wznosi się lesisty masyw Małego Wierchu (Malý vrch, 1177 m), oddzielony od nich Małym Siodłem (ok. 1155 m).
Ku Dolinie Nowej Kominy Zdziarskie opadają na całej swej długości wapiennymi ścianami o wysokości do ok. 80 m. Mur ten jedynie w kilku miejscach przecinają łatwe do przejścia żleby lub zachody (np. Kozia Ławka wyprowadzająca na grzbiet Nowego Kopiniaka). Od strony Doliny Hawraniej urwiska ciągną się od wierzchołka Nowego Wierchu po Nową Basztę i jej północno-wschodnią grzędę. Pionowe ściany skalne, miejscami z okapami, ciągną się tu nieprzerwanie i sięgają 100 m wysokości, a poniżej nich znajdują się bardzo strome, trawiasto-skaliste stoki.
W ścianach Kominów Zdziarskich nad Doliną Nową znajdują się wielkie otwory trzech Nowych Jaskiń (jaskyne v Novom): Wyżnia (1792 m), Pośrednia (1548 m) i Niżnia Nowa Jaskinia (1409 m). Wyżnia po nowych odkryciach pod koniec XX wieku liczy sobie 674 m korytarzy. Po stronie Doliny Hawraniej w 2005 r. została odkryta Liečivá jaskyňa (ok. 1540 m).
Cała grań leży w granicach ścisłego rezerwatu przyrody i nie jest udostępniona dla ruchu turystycznego czy taternictwa. Skutkiem zakazów jest brak jakichkolwiek dróg wspinaczkowych na skalnych ścianach Kominów Zdziarskich. Sama grań również została pokonana stosunkowo późno – dokonali tego Vladimír Tatarka i Martin Pršo 21 października 1987. Na łatwiej dostępne obiekty w grani wchodzono jednak już co najmniej od końca XIX wieku – w okolicy Niżniego Nowego Przechodu zachowały się z tych czasów resztki płotu otaczającego dobra księcia Christiana Hohenlohe.
Według W. Cywińskiego trudno znaleźć uzasadnienie dla nazwy Kominy Zdziarskie. W żadnym wypadku nie są to kominy, nie są też Zdziarskie – opadają bowiem do Podspadów, a Zdziary są za górami, za lasami.